# 3-я Филёвская улица
3-я Филёвская улица — улица, расположенная в Западном административном округе города Москвы на территории района Филёвский Парк.

## История
Улица была образована 17 декабря 1948 года Решением Исполнительного комитета Московского городского Совета депутатов трудящихся № 65/18 путём присвоения наименования Проектируемому проезду № 154 и получила своё название по своему расположению вблизи села Фили.
11 июля 1958 года Решением Исполнительного комитета Московского городского Совета депутатов трудящихся № 40/11 к 3-й Филёвской улице присоединён проектируемый проезд № 1295.

## Расположение
3-я Филёвская улица проходит от улицы Василисы Кожиной на северо-запад до Кастанаевской улицы. Нумерация домов начинается от улицы Василисы Кожиной.

## Транспорт

### Наземный транспорт
По 3-й Филёвской улице не проходят маршруты наземного общественного транспорта. У северного конца улицы, на Кастанаевской улице, расположена остановка «Багратионовский проезд» автобусов 366, 470.

### Метро
- Станция метро «Багратионовская» Филёвской линии — севернее улицы, на улице Барклая